# Kodori (rijeka)
Kodori (gru. კოდორი, abh. Кәыдры) je jedna od dvije najveće rijeke nepriznate države Abhazije (dijelom Gruzije), zajedno s Bzybom. Nastaje spajanjem rijeka Sakeni i Gvandra. Kodori ima najveći prosječni godišnji protok od svih rijeka u Abhaziji i iznosi od 144 m3/s i područje slijeva od 2,051 km2. Druga je nakon Bzyb s obzirom na duljinu od 105 km u kombinaciji sa Sakeni.
Rijeka protječe kroz istoimeni klanac.

## Vanjske poveznice
|  | Zajednički poslužitelj ima još gradiva o temi Kodori (rijeka) |